# Francisco da Veiga Beirão

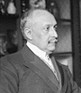
Francisco de Veiga Beirão in 1910.

Francisco António da Veiga Beirão (Lissabon, 24 juli 1841 - Paço de Arcos, 11 november 1916) was een Portugees politicus ten tijde van de monarchie. Van 22 december 1909 tot en met 26 juni 1910 was hij de voorlaatste premier onder de Portugese monarchie.

## Levensloop
In 1862 beëindigde da Veiga Beirão zijn studie in de rechtswetenschappen aan de Universiteit van Coimbra. Van 1880 tot 1904 was hij onafgebroken lid van het Portugees Parlement. In zijn tijd was hij eveneens een bekend jurist: hij was onder meer voorzitter van de Advocatenkamer van Lissabon. 
Binnen de politiek behoorde hij tot de Progressieve Partij, zonder formeel lid te zijn van deze partij. Van 1886 tot 1890 was hij minister van Justitie en in 1898 van Buitenlandse Zaken. Vervolgens was hij van 1909 tot 1910 premier van Portugal, als laatste in een reeks onafhankelijke politici aangesteld door koning Emanuel II. Zijn regering viel over een schandaal bij de bank Credito Predial, waar meerdere regeringsleden bij betrokken waren. Nadat in oktober 1910 de republiek werd uitgeroepen, trok hij zich definitief uit de politiek terug en werkte hij verder als jurist en advocaat.
- Gemeinsame Normdatei: 1057635359
- International Standard Name Identifier: 0000 0000 8458 3856
- Library of Congress Control Number: no89019062
- Virtual International Authority File: 98958995
- WorldCat: E39PBJhxrjbWkkvqGxfVRxRdwC